# Chłodziwo
Chłodziwo − czynnik pośredniczący w odbieraniu ciepła ciałom ochładzanym.
Przykłady:
- w chłodnictwie (w chłodziarkach o chłodzeniu pośrednim) - chłodziwo przenosi ciepło od ciał ochładzanych do czynnika chłodniczego
- w silnikach spalinowych - czynnik chłodzący znajdujący się w obiegu między płaszczem wodnym a chłodnicą
- przy obróbce skrawaniem - ciecz chłodząco-smarująca, której strumień kierowany jest na ostrze narzędzia skrawającego
- substancja odprowadzająca ciepło wydzielone w rdzeniu reaktora jądrowego, zazwyczaj woda ciężka lub zwykła, dwutlenek węgla lub ciekły sód.